# Хетагурова, Валентина Семёновна
Валентина Семёновна Хетагурова (в девичестве Зарубина, 1914—1992) — советский общественный деятель, основоположница «хетагуровского движения», депутат Верховного Совета СССР 1 созыва от Дальневосточного края.

## Биография
Родилась в 1914 году в Санкт-Петербурге в семье рабочего. В 1932 году в возрасте 17 лет комсомолка Валентина Зарубина завербовалась на стройку Де-Кастринского укреплённого района на Дальнем Востоке СССР, где работала чертёжницей. На стройке она стала председателем комсомольской ячейки, занималась ликвидацией неграмотности, организовывала субботники. Вскоре вышла замуж за красного командира Г. И. Хетагурова. Вместе с женщинами части помогала командованию укреплённого района в налаживании быта и питания военнослужащих, организации самодеятельности.
В 1936 году Валентина была награждена орденом Трудового Красного Знамени, а Народный комиссар обороны СССР К. Е. Ворошилов наградил её именными золотыми часами.
В 1937 году была избрана депутатом Верховного Совета СССР.
Известность пришла к Хетагуровой в феврале 1937 года, когда в газете «Комсомольская правда» было опубликовано её письмо с призывом к девушкам приезжать работать на Дальний Восток, где в то время женщин было очень мало. На этот призыв откликнулись тысячи девушек со всего СССР. Так, только в период с 23 по 27 марта 1937 года в адрес Валентины Хетагуровой пришло 1770 писем. Возникшее по её призыву движение получило название «хетагуровского», а его участницы «хетагуровок». 8 апреля 1937 года из Москвы в Хабаровск отправился первый поезд с «хетагуровками». Всего к осени 1937 года по призыву Хетагуровой на Дальний Восток прибыло 11 500 комсомолок. В ноябре того же года бюро Далькрайкома ВКП(б) вынесло специальное решение «О хетагуровском движении девушек в ДВК». В нём говорилось:
«Призыв комсомолки Хетагуровой вызвал во всей стране движение десятков тысяч любящих свою Родину девушек-комсомолок и молодёжи, изъявивших, горячее желание, работать на Дальнем Востоке как в области развития и освоения величайших природных богатств края, так и в области укрепления его обороноспособности как форпоста страны социализма на Востоке.
Свыше 60 тысяч патриоток Родины прислали заявления о желании переехать для работы на Дальний Восток, свыше 10 тысяч девушек-комсомолок и молодёжи уже активно работают на важнейших участках края…»
Имела трех детей.
Умерла Валентина Хетагурова в 1992 году. Похоронена в Москве на Новодевичьем кладбище. Её именем названа Хетагуровская улица в Комсомольске-на-Амуре.

## В литературе
Валентине Хетагуровой и организованному ей движению посвящён очерк Е. Петрова «Молодые патриотки» (1937). Хетагуровскому движению посвящена песня Исаака Дунаевского «До свиданья, девушки!». Движение также нашло отражение в романе в стихах «Добровольцы» Евгения Долматовского:
«А он, говорят, уезжает?» — «Слыхали,

На Дальний Восток, в беспокойные дали.

Туда добровольцами едут девчата,

Зовут «хетагуровским» это движенье.

Работы и трудностей край непочатый,

Ветров и морозов жестокое жженье.

Горячий призыв Хетагуровой Вали

Повсюду у нас в комсомоле услышан».
Хетагуровское движение упоминается в трилогии 
Анатолия Рыбакова "Дети Арбата".

## В кинематографе
Хетагуровское движение нашло своё отражение в советском фильме «Девушка с характером» 1939 года. На стихи Е. А. Долматовского «На дальний Восток» музыку к песням написали братья Покрасс.